# Malik Mansurov

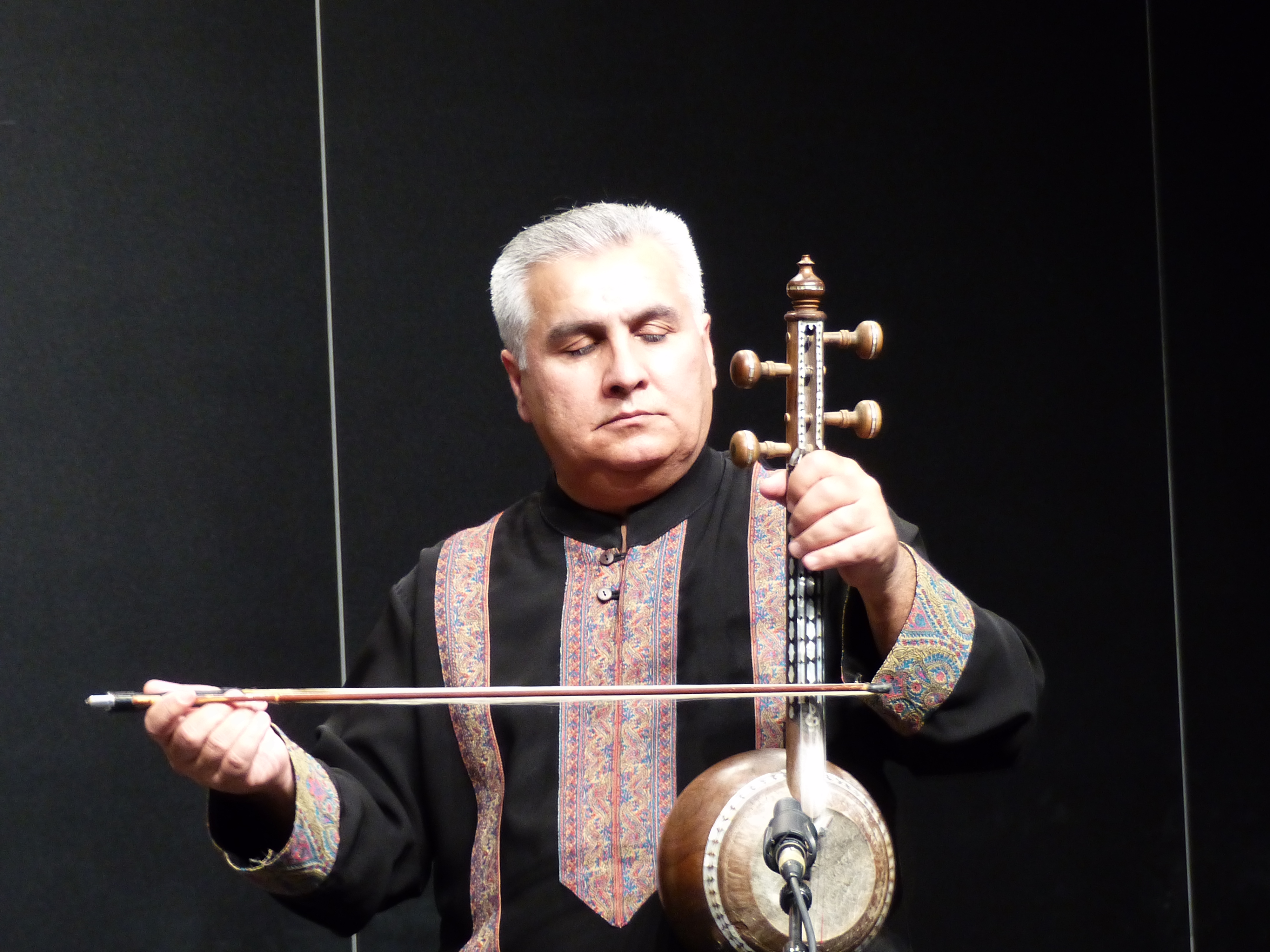
Malik Mansurov, 2017

Malik Mansurov (* 12. Oktober 1961) ist ein aserbaidschanischer Tarspieler und Musikpädagoge.
Mansurov begann schon im Alter von neuen Jahren Tar zu spielen. Er setzte seine Ausbildung von 1977 bis 1981 am Konservatorium und dann bis 1986 an der Staatlichen Musikschule in Baku fort. Im Jahr 1986 gewann er den Internationalen Musikwettbewerb in Baku. Nach zweijährigem Militärdienst trat er ab 1989 als Solist und mit verschiedenen Ensembles als Mughammusiker auf. Konzertreisen führten ihn dann u. a. nach Russland, Usbekistan, Kasachstan, in den Iran, nach Marokko, Tunesien, in die Türkei, nach Deutschland, Ungarn, England, Frankreich, in die Schweiz,  nach Schweden, Italien, Spanien, Finnland, Australien und in die Vereinigten Staaten.
1997 nahm Buda-Records in seinem Studio in Paris eine CD mit Mugham-Musik mit Mansurov als Solist auf; das Booklet verfasste der französische Musikwissenschaftler Jean During. 2007 trat er in Baku erstmals mit dem ungarischen Weltmusikensemble Djabe auf. Seither wirkte er an zahlreichen Auftritten und allen CD-Aufnahmen des Ensembles mit. Seit einem gemeinsamen Auftritt mit seinem Bruder, dem Kamantschespieler Elşan Mansurov 1986 arbeitet er mit diesem u. a. in der Gruppe Alim Qasımovs zusammen.